# جریان نقد عملیاتی
جریان نقد عملیاتی، (به انگلیسی: operating cash flow) عدد وجه نقد ایجاد شده در نتیجه عملیات عادی شرکت  پس از کسر شدن همه هزینه‌های عملیاتی (مثلا سرمایه گذاری های طولانی مدت بر روی اقلام سرمایه ای یا هزینه کردن برای بیمه کردن کسب و کار و موارد دیگری که در ادامه می آید)  بدست می‌آید و مجموعه‌ای از تعدیلات بر روی سود خالص صورت می‌دهد.
تهیه صورت جریان وجه نقد عملیاتی براساس اصول پذیرفته شده حسابداری آمریکا،  با سود بعد از مالیات و اقلام غیر مترقبه و استثنایی (همان استهلاکات) آغاز می‌گردد و عبارت است از نقدینگی ایجاد شده در اثر عملیات شرکت، منهای مالیات، بهره یا بهره های پرداختی، سودهای پرداختی به سهامداران که سپس تعدیلات دیگری بابت هزینه استهلاک دارایی‌های ثابت، سود (زیان) غیرعملیاتی فروش دارایی‌های ثابت، تغییرات سرمایه در گردش، تغییرات بهره پرداختنی و مالیات بر درآمد پرداختنی و درآمد سرمایه‌گذاری در آن صورت میگیرد. براساس  تعاریف استانداردهای گزارشگری مالی بین‌المللی حسابداری، جریان وجه نقد (از نوع آزاد و غیر عملیاتی آن) با "سود قبل از بهره، مالیات و استهلاک" و "سود عملیاتی" که هر دو درآمد (سود) هایی "قبل" از کسوراتی خاص میباشند مرتبط و نزدیک میباشد، حال آن که جریان وجه نقد عملیاتی رقمیست که "بعد" از این کسورات به دست میاید.
جریان نقد عملیاتی عملا وجوه نقدی است که شرکت از طریق انجام فعالیت‌های تجاری خود ایجاد می‌کند و آن را می‌توان برای کنترل کیفیت سود سهام شرکت‌ها مورد استفاده قرار داد. شاخصیست که نشان میدهد آیا شرکت قادر است به قدر کافی جریان نقدی برای ادامه و رشد فعالیت خود ایجاد نماید یا باید به دنبال تامین مالی از بیرون شرکت باشد. اگر یک شرکت در صورت سود و زیان خود، سود گزارش کند، اما جریان نقد عملیاتی آن منفی باشد، ممکن است از تکنیک‌های حسابداری نادقیق استفاده کرده باشد.